# Ołeksandr Szemetiew
Ołeksandr Wasyliowycz Szemetiew (ukr. Олександр Васильович Шеметєв, ros. Александр Васильевич Шеметев, Aleksandr Wasiljewicz Szemetiew; ur. 13 października 1971 w Symferopolu) – ukraiński piłkarz występujący na pozycji napastnika.

## Kariera klubowa
Profesjonalną karierę rozpoczął w 1989 roku w Tawriji Symferopol, z którą występował w II lidze ZSRR. Potem był zawodnikiem SKA Kijów i w 1992 roku wziął z tym zespołem udział w inauguracyjnym sezonie ukraińskiej Perszej Lihi. Następnie był on graczem Frunzeneć Saki, Tawriji i ponownie Fruzeneć, który wówczas występował już pod nazwą Dynamo. Na początku 1995 roku przeniósł się do trzecioligowego GKS Tychy. W wyniku fuzji z Sokołem Pniewy przed sezonem 1995/96 GKS wszedł do I ligi jako Sokół Tychy. 30 lipca 1995 Szemetiew zadebiutował w polskiej ekstraklasie w przegranym 0:5 meczu z Widzewem Łódź; oprócz tego rozegrał w niej jeszcze trzy spotkania.
Od 1995 roku kontynuował karierę w drugoligowych Szombierkach Bytom. W historii tego klubu zapisał się jako zdobywca obu bramek w wygranych 2:0 regionalnych derbach przeciwko Ruchowi Chorzów. W 1998 roku odszedł on do Grunwaldu Ruda Śląska, po dwóch latach przeszedł do KS Myszków. W 2001 roku powrócił na Ukrainę, gdzie podpisał kontrakt z trzecioligowym FK Czerkasy. Kolejnymi jego klubami były amatorskie zespoły Danika Symferopol, ELIM Symferopol, Feniks-Illiczoweć Kalinine, KLIH Symferopol, ITV Symferopol oraz KSHI Ahrarne.

## Kariera trenerska
W 2009 roku pracował jako trener Chimika Krasnoperekopsk. W latach 2010–2012 prowadził ITV Symferopol.